# Quarto Centenário da cidade de São Paulo

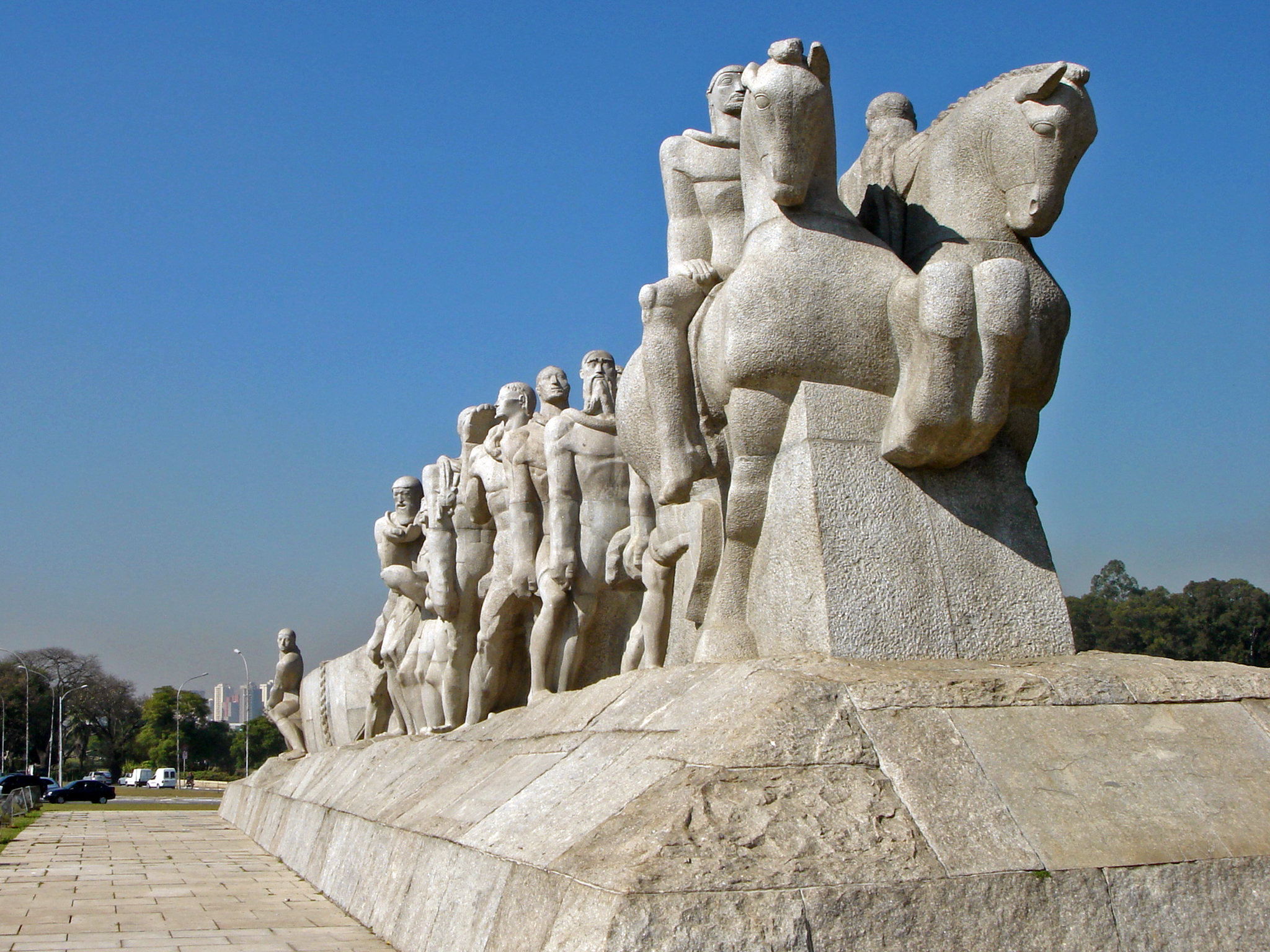
Monumento às Bandeiras de Victor Brecheret, inaugurado para as comemorações do IV Centenário da cidade de São Paulo.

O Quarto Centenário de São Paulo foi um evento de celebração dos 400 anos do município de São Paulo. Tal comemoração se estendeu durante os dias 9, 10 e 11 de julho de 1954, com a participação de diversos políticos e personalidades importantes da época.
Apesar da data oficial ser 25 de janeiro, foi escolhido para esta festividade o dia comemorativo da Revolução Constitucionalista de 1932, que foi um conflito armado entre os grupos políticos atrelados aos cafeicultores paulistas do Estado de São Paulo e Getúlio Vargas, que tentou dar um golpe de estado em Washington Luís e Júlio Prestes, criando uma ditadura no país e cujos participantes foram relembrados como Heróis.
O evento foi organizado pelo Estado de São Paulo e pela Associação das Emissoras de São Paulo (AESP), iniciado na mudança do dia 8 para 9 de julho, em frente à Catedral da Sé, também construída como parte da comemoração do aniversário da cidade. Seu final, no dia 11, foi celebrado no Alto da Lapa com uma grande queima de fogos de artifício.

## Contexto
Em 1954, o Brasil estava sob o governo de Getúlio Vargas, que por sua vez estava envolvido em diversas polêmicas com os militares e com a União Democrática Nacional (UDN). Ao longo de seu governo, Vargas fez diversas campanhas para manifestar o nacionalismo e exaltar o Brasil, tal qual O Petróleo é nosso, em 1953, junto com a criação da  Petrobras, que lutava para impedir que empresas estrangeiras passassem a explorar as reservas de petróleo da nação. 
Em fevereiro de 1954, o Manifesto dos Coronéis se tornou público, um documento assinado por 81 oficiais do Exército Brasileiro, cuja intenção era de protestar contra a falta de incentivos e recursos para os militares do país e postar-se contra a proposta de aumento do salário mínimo, encabeçada pelo ministro do trabalho, João Goulart. Com a perda do apoio do exército, Getúlio Vargas se encontrava em uma situação crítica que só se agravou com um atentado contra Carlos Lacerda, jornalista e um dos líderes da oposição a Vargas, em agosto de 1954, levando ao suicídio do então presidente do Brasil. 
Entre as décadas de 40 e 50, São Paulo passava por mudanças culturais em sua extensão. Em 1948, foi inaugurado o Museu de Arte Moderna (MAM) e em 1951 foi realizada a primeira Bienal Internacional de São Paulo. Se aproveitando dos salões do MAM, a companhia de Teatro Arena foi fundada em 1953, que mais tarde seria conhecida como Teatro de Arena.

## Antecedentes

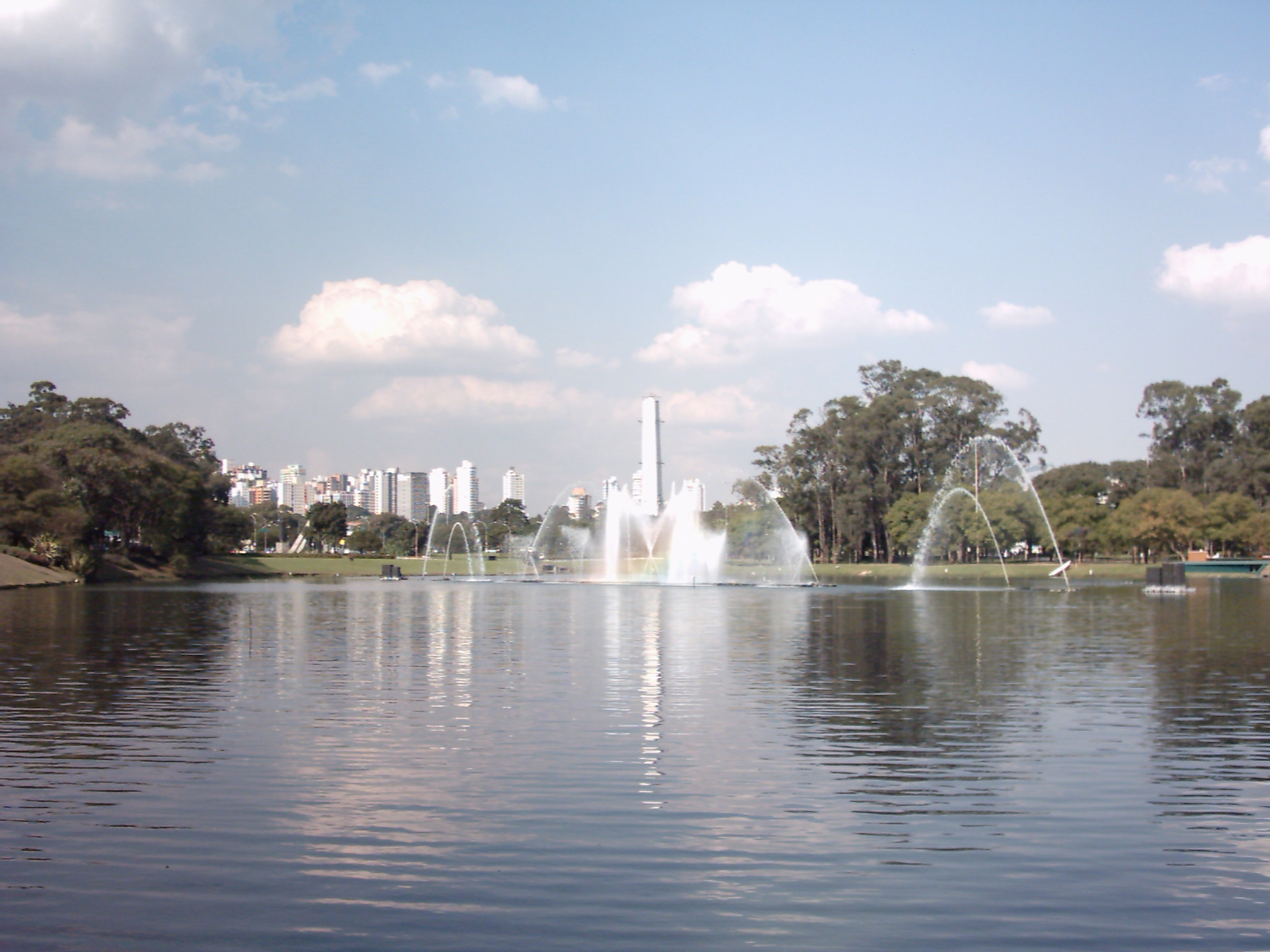
Parque Ibirapuera

A festa dos 400 anos da cidade de São Paulo já vinha sendo preparada anos antes. O Parque Ibirapuera, que foi inaugurado como presente do IV Centenário, foi iniciado em 1949, quando o então prefeito Lineu Prestes contatou a IBEC (International Basic Economic Corporation) para avaliar a construção de uma obra pública, com o intuito de melhorar a cidade.
Com isso, em 20 de julho de 1951, foi criada a Comissão do IV Centenário, formada por representantes do município, do estado e de iniciativa privada, com a intenção de criar o Parque Ibirapuera. O arquiteto Oscar Niemeyer e o engenheiro calculista Joaquim Cardozo ficaram responsáveis pelo desenvolvimento, deixando o urbanismo a cargo de Ícaro de Castro Melo e Milton Ghiraldini, e o paisagismo sob supervisão de Otávio Augusto Teixeira Mendes. O parque foi inaugurado no dia 21 de agosto de 1954, junto com o Monumento às Bandeiras, do artista Victor Brecheret.
Outra preparação prévia foi a construção da Catedral Metropolitana de São Paulo, popularmente conhecida como Catedral da Sé. A enorme igreja, que está entre as cinco maiores obras de arquitetura gótica do mundo com torres de 92 metros de altura e um comprimento total de 111 metros, teve projetos para sua construção desde 1591, mas foi em 1913 que ocorreu o início de sua composição. Sua inauguração foi realizada no dia do IV centenário da cidade, 25 de janeiro de 1954.

## As festividades

### Primeiro dia

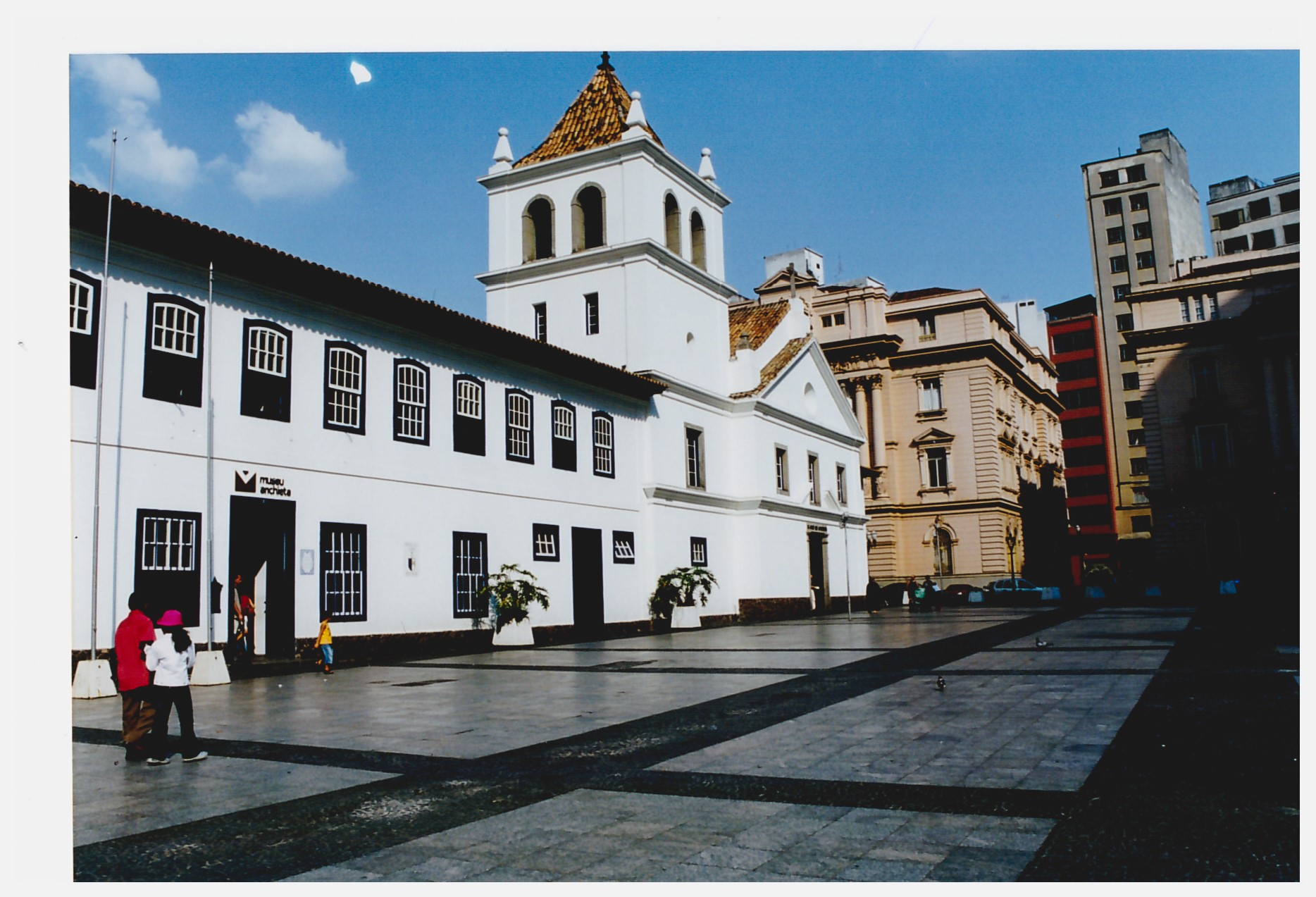
Pátio do Colégio

O evento teve sua abertura em frente a Catedral da Sé, no dia 9 de Julho de 1954, na qual os padres e bispos tocaram os sinos, alertando o início da festa. Orquestras tomaram conta das ruas e membros participantes da Revolução de 1932 se fizeram presentes. Pela manhã, em frente ao Pátio do Colégio, local que Padre Anchieta escolheu para estabelecer uma base jesuíta de catequização dos povos indígenas, políticos, militares e o povo que estava a celebrar pela noite, se postaram para homenagear a bandeira e cantar o Hino Nacional. A cerimônia também contou com a presença de Elias dos Santos, corneteiro da Revolução de 32, que tocou A Alvorada, fazendo todos ajoelharem em respeito. Terminado o momento solene, ocorreu na Praça da Sé uma missa, na qual foram homenageados os heróis da Revolução Constitucionalista.
Em seguida, civis e militares foram às ruas para desfilar em bandas, que foram aplaudidas por cidadãos às janelas e sacadas de seus edifícios. Uma das bandas que mais fez sucesso foi a Miami Jackson High School, que com números circenses e coreografias conquistou toda a multidão. Uma das danças da banda representou a escultura Voluta Ascendente, de Oscar Niemeyer, estrutura construída para o aniversário da cidade.A obra contudo não conseguiu se manter de pé por conta dos ventos, não possuindo estabilidade e teve de ser desmontada. A escultura também servia como um simulacro para o slogan da metrópole: São Paulo, a Cidade que mais cresce no mundo. Tal slogan serviu como propaganda e sustentamento para a realização da comemoração tão duradoura.

#### Chuva de Prata
Outro elemento que marcou a celebração dos 400 anos de São Paulo foi a Chuva de Prata, uma colaboração da Força Aérea Brasileira, a qual sobrevoou a cidade diversas vezes despejando pequenos triângulos de papel laminado prateado,  iluminados por holofotes do exército. Considerada a cena mais bonita de todo evento, a chuva de prata também foi responsável pela criação do doce Dadinho, que é embalado em papel prateado e em sua embalagem possui um símbolo referente à Voluta Ascendente e o escrito "IV Centenário", o primeiro nome do doce.
Ao fim do primeiro dia de festa, ocorreu uma corrida de revezamento de tocha com os maiores atletas do país, terminando com Adhemar Ferreira da Silva, primeiro bicampeão olímpico brasileiro, que percorreu o último trecho até a pira, localizada no Pátio do Colégio. Após a corrida houve um desfile no qual oficiais do exército, civis e esportistas se juntaram para caminhar levando tochas em mãos. A noite terminou com Getúlio Vargas saudando todos os presentes, até mesmo sua oposição.

### Segundo dia
O dia 10 de julho, um sábado, foi um dia voltado especialmente para as crianças, com atividades e brincadeiras, principalmente em frente à TV Tupi, apesar de São Paulo inteira estar ocupada por pequenos palcos, os quais iam modificando e alternando as atividades, conforme mudavam de região da cidade. A maioria dos jogos eram apresentados por Homero Silva, apresentador popular entre as crianças.
No período da tarde, as maiores avenidas da cidade foram tomadas por um grande corso, uma festa à céu aberto que se assemelha aos carnavais antigos. Pessoas fantasiadas tomaram as ruas para cantar e dançar, novamente com os heróis de 1932 vestidos com suas fardas.
Durante a noite, uma grande orquestra foi organizada no Parque Dom Pedro, em sua concha acústica. A Rádio Gazeta abriu o evento com a Orquestra Sinfônica do Maestro Armando Berardi. O final das apresentações foi por parte do maestro Comandante e Coronel Sadoff de Sá e pelo Coro do Corpo de Bombeiros do então Distrito Federal (1891–1960) o qual recitaram o Hino do IV  Centenário, obra do Sanfoneiro Mário Zan.

#### Hino do IV Centenário
São Paulo, terra amada

Cidade Imensa

De grandezas mil!

Es tu, terra dourada,

Progresso e Glória

Do meu Brasil!

O terra bandeirante

De quem se orgulha nossa nação,

Deste Brasil gigante

Tu és a alma e o coração!

Salve o grito do Ipiranga

Que a história consagrou

Foi em ti, ó meu São Paulo,

Que o Brasil se libertou!

O teu quarto centenário

Festejamos com amor!

Teu trabalho fecundo

Mostra ao mundo inteiro

O teu valor!

Ó linda terra de Anchieta,

Do bandeirante destemido.

Um mundo de arte e de grandeza

Em ti tem sido construído!

Tens tu as noites adornadas

Pela garoa em denso véu,

Sobre seus edifícios

Que mais parece chegarem aos céus!

### Terceiro Dia
O terceiro dia foi o final da festa. Pela manhã, o Estádio do Pacaembu abriu suas portas para diversos números artísticos circenses, como palhaços, malabaristas e globos da morte, que divertiram a população. O Pacaembu também foi palco de um jogo de futebol de palhaços, transformando o Estádio Paulo Machado de Carvalho em um grande circo.
No período da tarde, um desfile de romeiros tomou conta da Avenida 9 de Julho. O desfile contou com diversos tipos de romeiros, desde carroças com noivos até veículos do passado.
À noite, 200 mil pessoas desfrutaram dos fogos de artifício sendo disparados do Alto da Lapa, bairro da zona Oeste de São Paulo. O ápice do encerramento das festividades foi a formação do desenho da Cachoeira de Paulo de Afonso com os fogos, seguida do desenrolar de duas grande faixas nas quais estavam as bandeiras da cidade e do estado de São Paulo.

## Outras comemorações

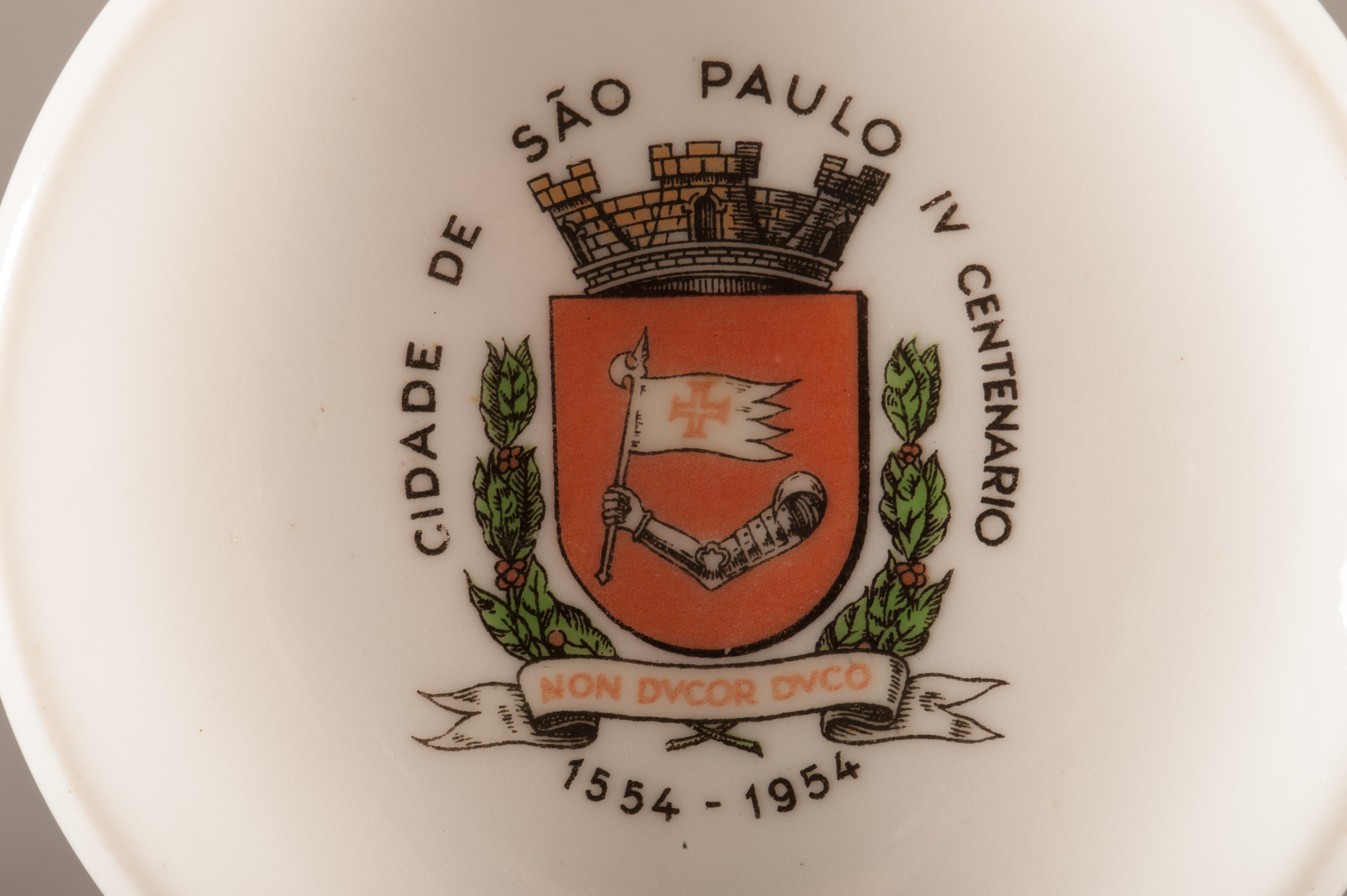
Prato comemorativo referente a data (acervo do Museu Paulista da USP)

Apesar de não ter ocorrido em paralelo com a celebração do quarto centenário, o Campeonato Paulista de 1954 entrou para a história do Corinthians. A final, que foi decidida apenas em 1955, foi uma vitória em cima do Palmeiras, seu principal rival, e assim ficou conhecido como Campeão do Centenário, deixando a marca de um simples campeonato anual. Título extremamente importante também, pois o Corinthians só voltaria a levantar uma taça novamente em 1977.
Outra homenagem à efeméride foi o batismo da do distrito de Barro Branco, no Paraná, com o nome de Quarto Centenário. O distrito que era formado por militares e médicos presenteados com terras do governo foi renomeado após um farmacêutico chamado Antônio Moulin batizar sua fazenda com o nome da música de Mário Zan. Com o passar do tempo, sua fazenda se tornou ponto de referência, emprestando o nome à cidade.